# Louis Olivier
Louis Olivier (ur. 19 lipca 1923 w Bastogne, zm. 6 stycznia 2015 tamże) – belgijski i waloński polityk, prawnik oraz samorządowiec, parlamentarzysta, sekretarz stanu i minister w rządzie federalnym.

## Życiorys
Z wykształcenia prawnik, absolwent Katolickiego Uniwersytetu w Lowanium. Praktykował jako adwokat w Neufchâteau. Zaangażował się w działalność polityczną w ramach partii liberalnej, po podziale ugrupowania PVV-PLP działał w walońskiej Partii Reformatorsko-Liberalnej. Wieloletni samorządowiec, był radnym prowincji Luksemburg (1954–1965), radnym Bastogne (1959–1994) oraz burmistrzem tej miejscowości (1965–1976). Między 1965 a 1991 sprawował mandat posła do Izby Reprezentantów.
Członek licznych gabinetów, którymi kierowali Edmond Leburton, Leo Tindemans i Wilfried Martens. Był sekretarzem stanu do spraw reform instytucjonalnych i administracyjnych (1973), ministrem do spraw klasy średniej i reform instytucjonalnych (1973–1974), ministrem do spraw klasy średniej (1974–1977), sekretarzem stanu do spraw leśnictwa, łowiectwa i rybołówstwa (1974–1976) oraz ministrem robót publicznych (1976–1977, 1981–1988). W latach 1974–1977 wchodził także w skład komitetu ministerialnego do spraw walońskich, od 1980 do 1991 był członkiem rady regionalnej Walonii.